# Anfiteatro de Serdica
El Anfiteatro de Serdica (en latín: AMPHITEATRUM SERDICENSE; en búlgaro: Амфитеатър на Сердика, Amfiteatar na Serdika) fue un anfiteatro en la antigua ciudad romana de Ulpia Serdica, actualmente Sofía, la capital de Bulgaria. Descubierto en 2004 fue objeto de excavaciones en 2005 y 2006, las ruinas del anfiteatro se encuentran en dos emplazamientos adyacentes en el centro de la actual Sofía. El anfiteatro se construyó en el siglo III-IV  sobre un teatro del siglo II-III que había sido devastado por los godos. Sin embargo, el anfiteatro se mantuvo en uso durante menos de un siglo y fue abandonado en el siglo V.
El anfiteatro de Serdica era uno de los más grandes de la parte oriental del Imperio romano y el mayor de la actual Bulgaria. Se encontraba fuera de las murallas de la ciudad de Serdica y albergaba combates entre gladiadores y fieras, que se anunciaban a la entrada de la ciudad.

## Historia

Plano de la ciudad de Ulpia Serdica bajo el Imperio romano, con localización del anfiteatro.

El anfiteatro de Serdica se construyó sobre un teatro romano anterior, construido en el siglo II o III. Sus ruinas se descubrieron a 5 metros bajo las ruinas del anfiteatro. El teatro, de 55 m de ancho, se construyó quizás simultáneamente con las murallas defensivas de Serdica bajo el mandato de Cómodo (r. 177-192). Estuvo activo durante los reinados de Septimio Severo (r. 193-211) y Caracalla (r. 198-217); el primero pudo visitar el teatro con su familia en 202 o 209. Sin embargo, en la primera mitad del año 268, una incursión de los godos asoló e incendió el teatro, obligando a su abandono definitivo.
Tal y como demuestran los hallazgos de monedas y cerámicas, entre los que se encuentra un raro medallón de bronce de Antinoo, el anfiteatro se construyó sobre las ruinas del teatro en dos etapas, a finales del siglo III y principios del IV, bajo los emperadores romanos Diocleciano (r. 284-305) y Constantino el Grande (r. 306-337). El anfiteatro en sí estuvo en uso durante menos de un siglo, ya que fue abandonado en el siglo V, quizás debido a la política antipagana de Teodosio I (r. 379-395). En los siglos V y VI, los invasores bárbaros se instalaron en la antigua arena, y durante el imperio otomano (finales del siglo XIV-XIX) se utilizó como fuente de materiales de construcción para nuevas viviendas.

## Descubrimiento

Vestigios descubiertos del anfiteatro entre los años 2003 y 2006 en Sofía.

La existencia de un anfiteatro romano en la antigua Serdica se conjeturaba desde 1919, cuando se desenterró una placa de piedra que representaba la fachada de un anfiteatro y las luchas entre gladiadores y animales salvajes cerca de lo que hoy es el edificio del Gobierno de Bulgaria. La placa muestra cocodrilos, osos, toros y gatos salvajes como participantes en las luchas. Se cree que estaba a la entrada de la Serdica romana, para que sirviera de publicidad de estos eventos. La placa se exhibe actualmente en el Museo Nacional de Historia (Bulgaria).
El anfiteatro en sí fue descubierto accidentalmente en 2004, durante las primeras construcciones de lo que pasó a llamarse Hotel Arena di Serdica. En el paisaje urbano moderno de Sofía, las ruinas se encuentran al sur del bulevar Knyaz Aleksandar Dondukov, entre la sede del Goethe-Institut y la embajada del Reino Unido. Al excavar los cimientos de un edificio de oficinas de la Compañía Nacional de Electricidad en las inmediaciones, en julio de 2006, se descubrieron otras partes del anfiteatro. La entrada oriental y la sección del anfiteatro dentro del hotel, que es aproximadamente una sexta parte de toda la planta baja del hotel, es de libre acceso, para los turistas durante el día, excepto los lunes, e incluye una pequeña exposición de monedas y cerámicas desenterradas en el lugar. En 2007, la entrada occidental y la parte adyacente del anfiteatro fueron excavadas en el solar de la Compañía Eléctrica Nacional y se inició una campaña para impedir la construcción del edificio previsto en el lugar.

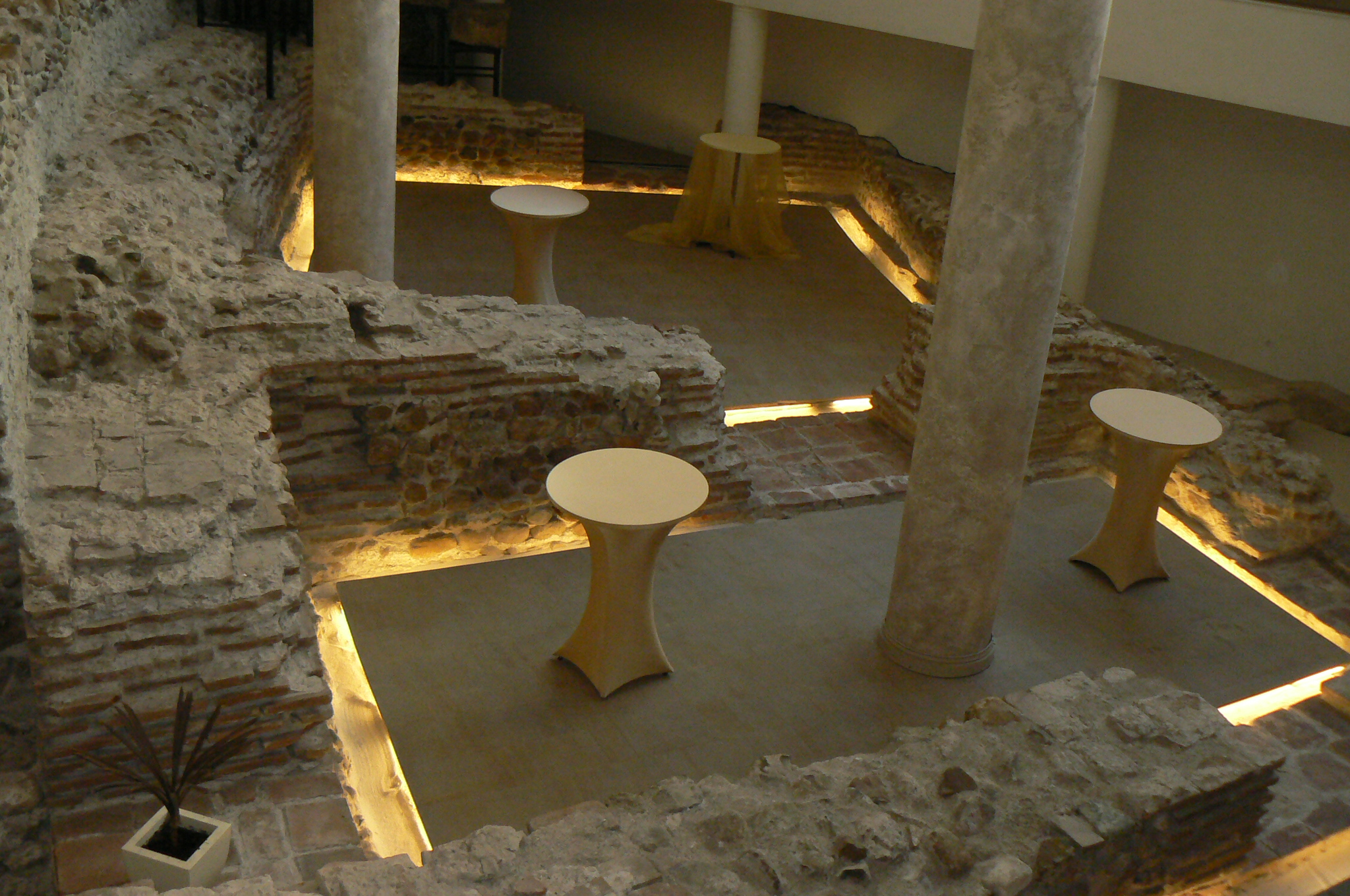
Restos de la parte este del anfiteatro presentes en el interior del hotel.
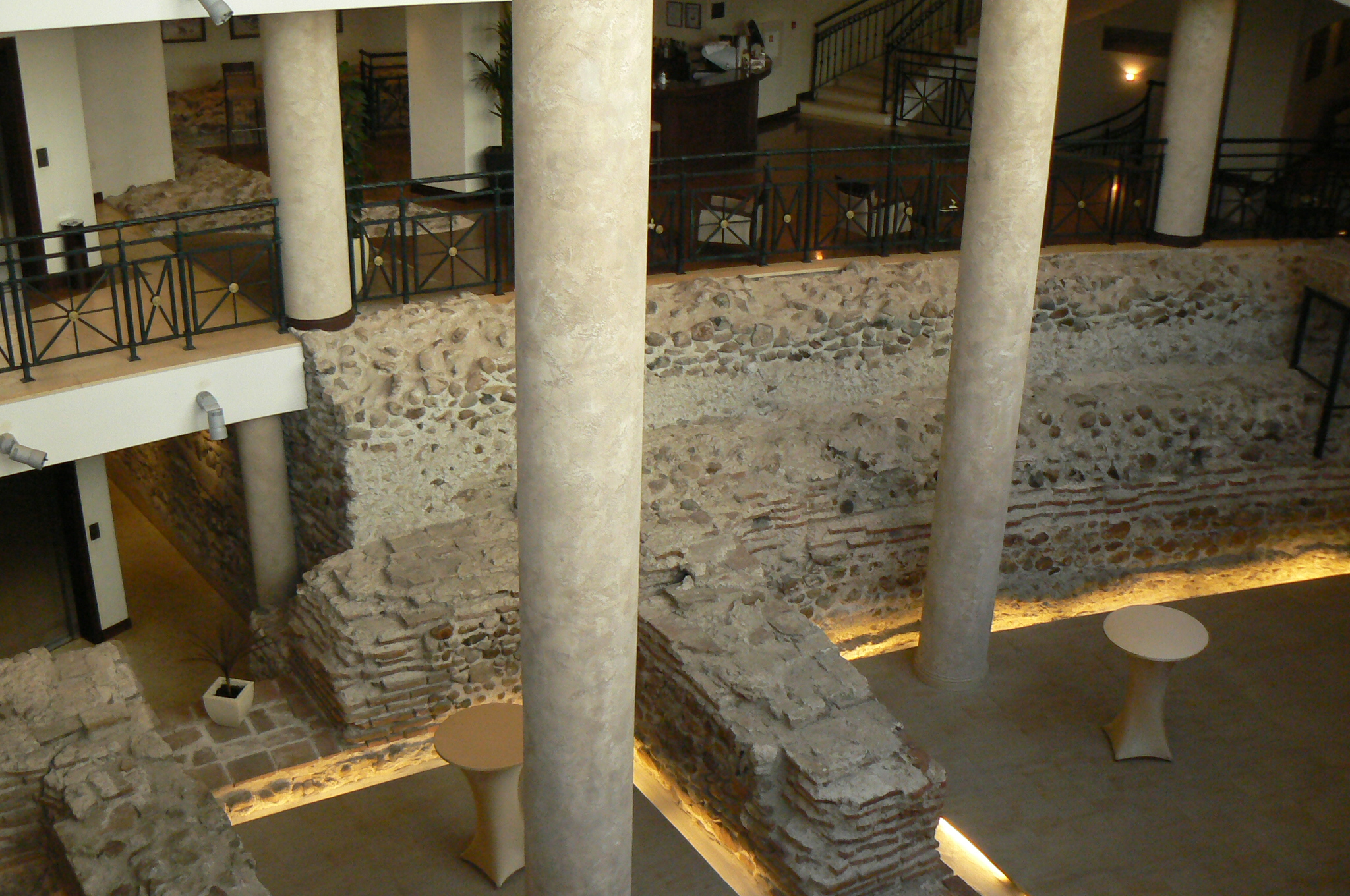
Planta baja del hotel.
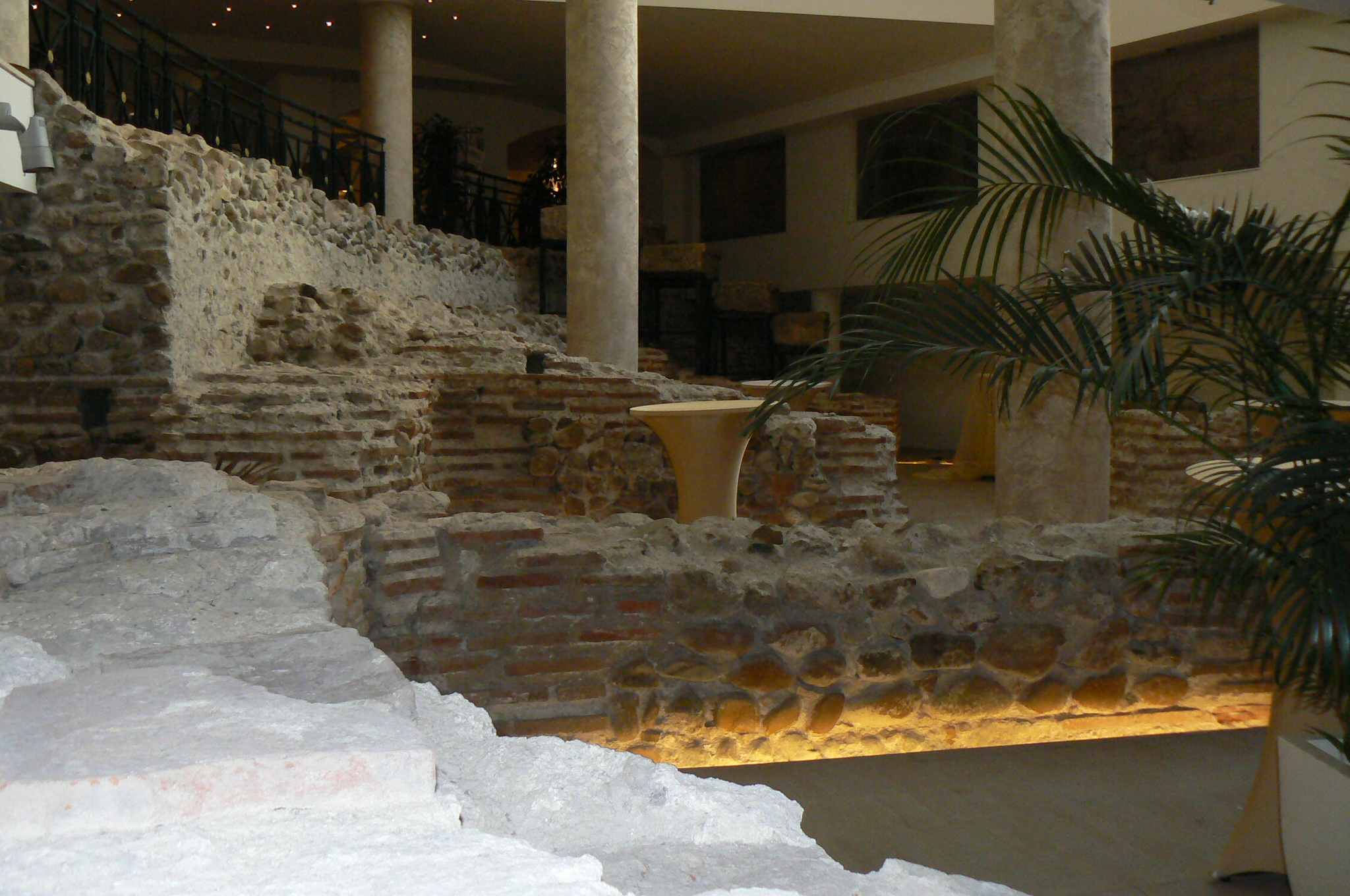
Los muros están construidos con la técnica del opus mixtum.

## Descripción
Con sus dimensiones originales de 60,5 m × 43 m, la arena central del anfiteatro de Serdica suele citarse como unos 10 m más pequeña que el Coliseo de la capital imperial, Roma. Sin embargo, esto es falso, ya que el Coliseo mide 87 m x 55 m y muchos otros anfiteatros son más grandes que el de Serdica, y además las dimensiones exteriores del Coliseo eran mucho mayores. No obstante, era mucho más grande que otros dos anfiteatros romanos de la Bulgaria actual, el de Dioclecianoópolis (Hisarya) y el de Marcianópolis (Devnya). Desde el punto de vista arquitectónico, el anfiteatro es comparable a las Arenas de Lutecia en el actual París, Francia, y fue diseñado para una asistencia máxima de más de 20.000, o alrededor de 25.000. Al igual que las arenas de la región mediterránea, el anfiteatro de Serdica tiene una orientación este-oeste. Se encontraba fuera de las murallas de la ciudad de Serdica.

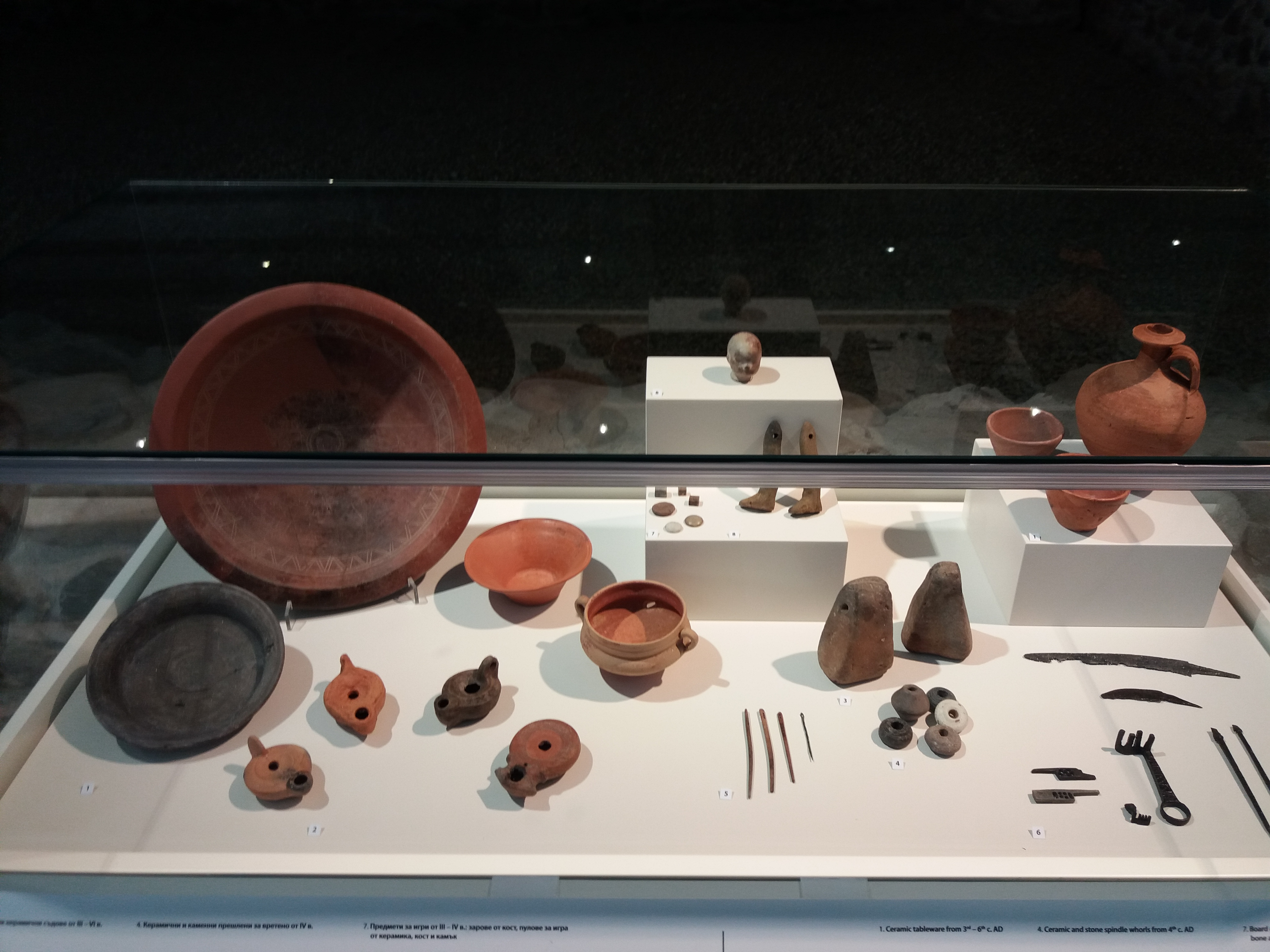
Muestra de cerámica halladas en excavaciones de Serdica.

La tribuna para los altos funcionarios romanos se encontraba en la parte sur del anfiteatro, cerca de lo que hoy es la Galería de Arte Nacional de Bulgaria. El anfiteatro contaba con dos puertas principales, la del oeste y la del este, unidas por un canal de agua subterráneo. Se estima que la puerta oeste, de 3,5 m de ancho, estaba coronada por un arco de 5 m de altura. Entre las ruinas excavadas y conservadas se encuentran la entrada principal, el nivel subterráneo, parte de la sección principal con al menos siete asientos para los espectadores y puertas correderas para que los animales entraran en la arena. La técnica de construcción opus mixtum se empleó en la construcción de al menos una parte del anfiteatro. Entre los objetos descubiertos durante las excavaciones del anfiteatro figuran huesos de oso y jabalí, cientos de monedas de bronce, y piedras de arcilla con huellas de cabras, perros y gatos.